# Unguiculariopsis triregia
Unguiculariopsis triregia är en lavart som beskrevs av S.Y. Kondr. & D.J. Galloway 1995. Unguiculariopsis triregia ingår i släktet Unguiculariopsis och familjen Helotiaceae.   Inga underarter finns listade i Catalogue of Life.